# Hriate

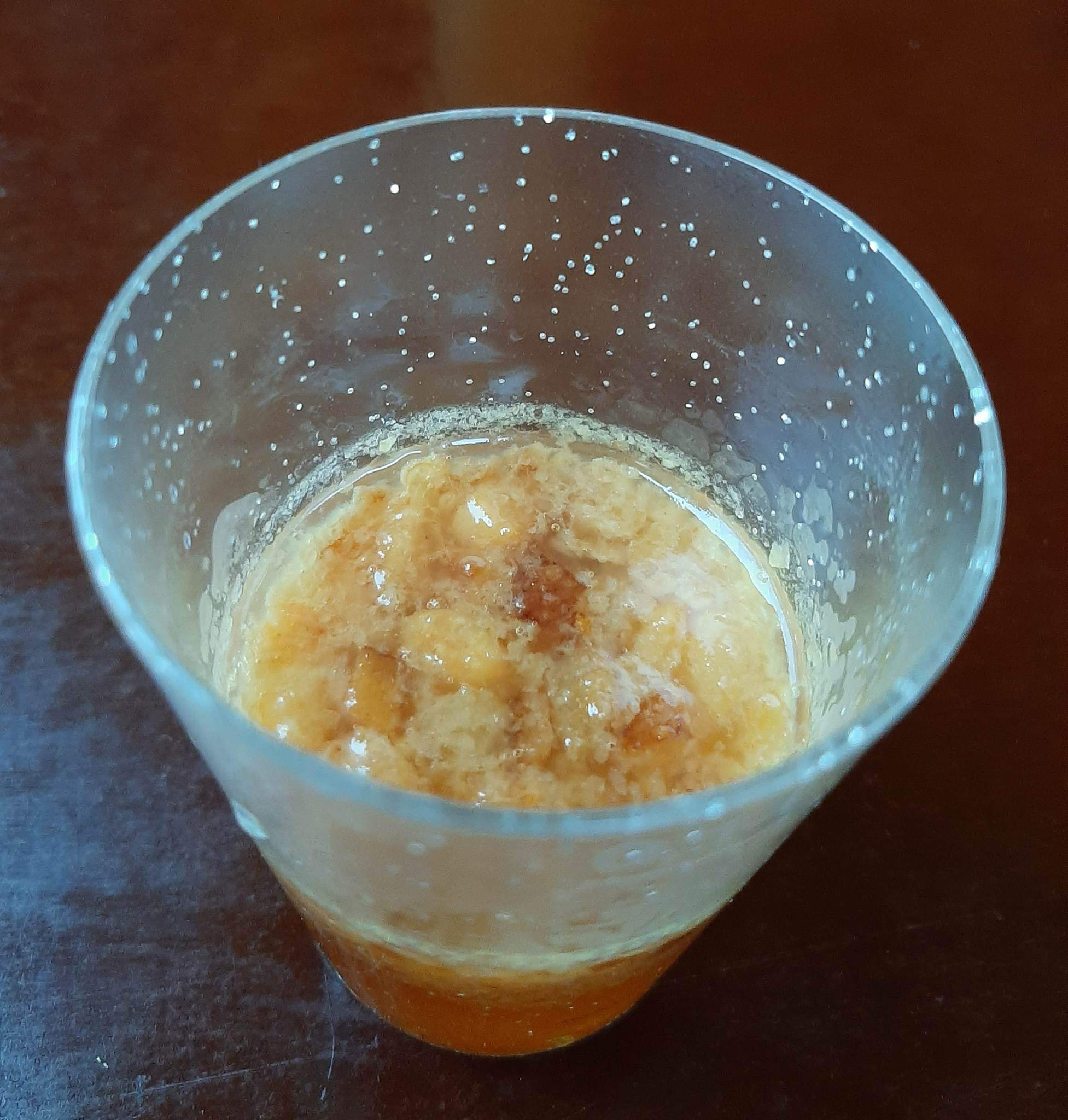
Hriate

Das hriate oder die hriata (slowakisch für Erhitzte, mundartlich hriatô, hriato) ist ein alkoholisches Getränk der slowakischen Küche. mit verschiedenen Varianten der Zubereitung. Es kann auch als Aperitif getrunken werden.
Es wird in mehreren Formen zubereitet, besonders in der Mittel und Ostslowakei, insbesondere in der Liptau, Orava und Zips. Die Basis des Hriate ist Honig mit angebratenem Speck oder Butter, aber es gibt auch Varianten mit Zucker (Karamell) statt Honig, und Destillat. Traditionell wird es an Weihnachten bzw. während der Wintersaison in Berg- und Vorgebirgsgebieten serviert. Viele Haushalte haben ihre eigenen spezifischen Rezepte. Das Getränk galt als medizinisches Mittel.
In Liptau wurde Hriate am Weihnachtstag und Silvesterabend vor dem Abendessen serviert und traditionell aus Wodka hergestellt, der über Karamell erwärmt und mit Schweinekrusten (slowakisch: oškvarky) gegessen wurde.